# San Cristóbal (Ayopaya)
San Cristóbal es una localidad boliviana perteneciente al municipio de Cocapata, ubicado en la provincia de Ayopaya del departamento de Cochabamba. En cuanto a distancia, San Cristóbal se encuentra a 167 km de la ciudad de Cochabamba, la capital departamental y a 32 km de Cocapata.

## Demografía
| Año  | Población | Fuente                  |
| ---- | --------- | ----------------------- |
| 1992 | 290       | Censo boliviano de 1992 |
| 2001 | 405       | Censo boliviano de 2001 |
| 2012 | 596       | Censo boliviano de 2012 |